# Dajana Butulija
Dajana Butulija  (nacida el 23 de febrero de 1986 en Kikinda, Serbia) es una jugadora de baloncesto serbia. Con 1.76 metros de estatura, juega en la posición de escolta.